# Château de Valmirande
Le château de Valmirande se situe à Montréjeau sur la route de Lannemezan à la limite de la Haute-Garonne et des Hautes-Pyrénées. Il a été édifié d'après les plans de Louis Garros, architecte bordelais pour le baron Bertrand de Lassus. 
Sa propriétaire était la baronne Simone de Lassus jusqu'en septembre 2015,, depuis cette date, son fils le baron Bertrand de Lassus est le propriétaire du domaine.
Le domaine fait l’objet d’un classement au titre des monuments historiques depuis 1992.

## Le château

### Histoire

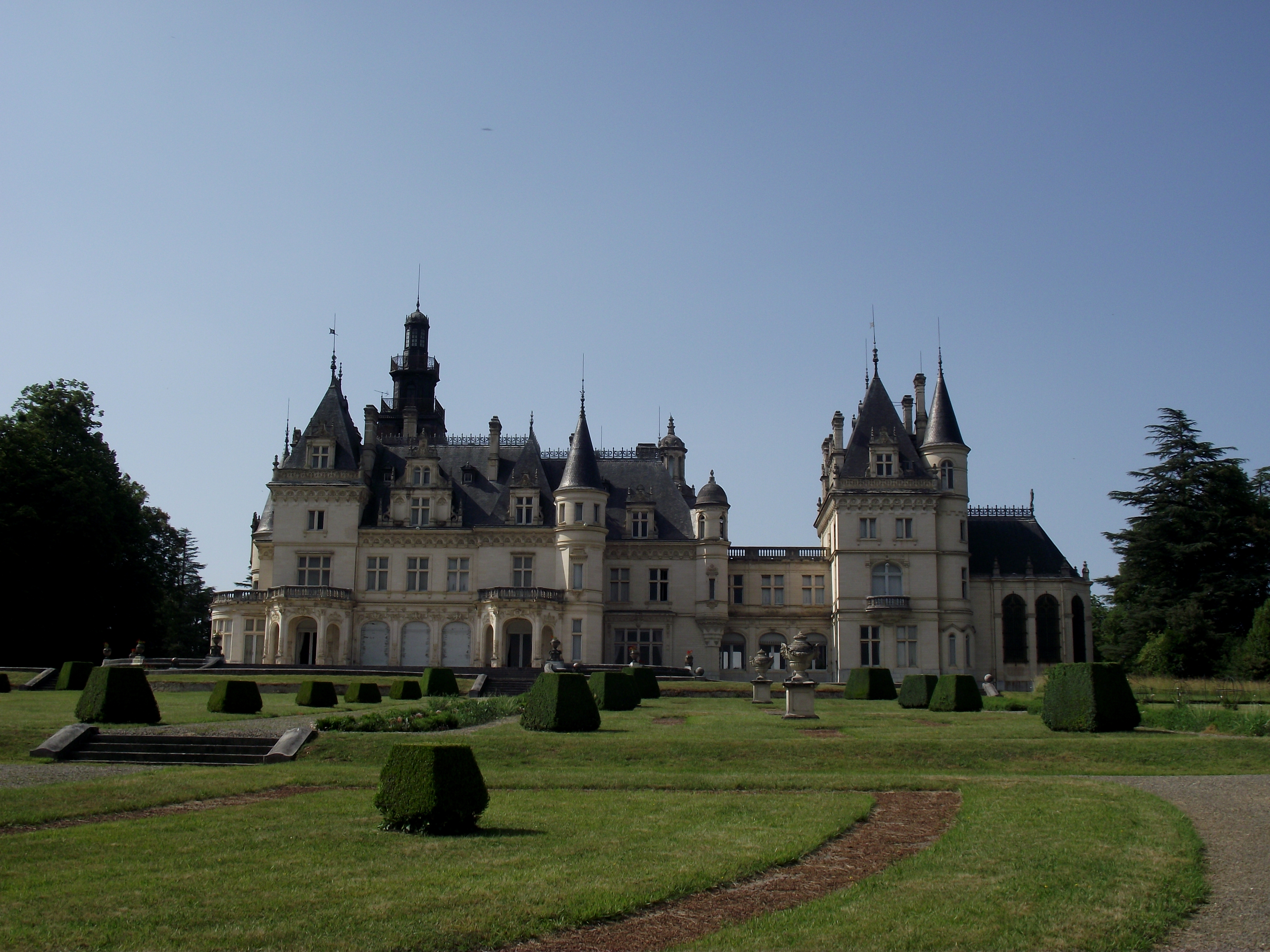

Seulement âgé de 24 ans mais ayant hérité de l'immense fortune de sa mère provenant des Pillet-Will, banquiers, cofondateurs  puis directeurs de la Caisse d'Epargne et régents de la Banque de France, dont le patrimoine fut estimé en 1871 à 23 millions de francs, Bertrand de Lassus fait construire à Montréjeau, à partir de 1892, une extravagante et somptueuse construction néo-Renaissance, avec sa chapelle, de grands parterres et un parc. « Palais quasi-royal », dit Henry Russell.
De décembre 1892 à avril 1893, Bertrand de Lassus acquiert dix parcelles représentant en un seul tenant 41 hectares à la sortie de Montréjeau en direction de Lannemezan.
En la fête de Saint-Bertrand, le 16 octobre 1893, la première pierre est posée puis bénie par l'archevêque de Toulouse . Il a fait appel pour le construire à l'architecte bordelais Louis Garros (1833-1911). En 1898, seulement cinq ans plus tard, le château, le mur d'enceinte et les dépendances sont construits.
L'édifice a été habité dès avril 1899.
Le château de 70 m de long et 40 m de haut s'inspire des châteaux de la Loire (Chambord, Chenonceau, Azay). Les dépendances sont dans le style bigourdan. 
Le château est solennellement inauguré et béni par Mgr Mathieu, archevêque de Toulouse, le 3 novembre 1899 : à cette occasion, l'archevêque fait remarquer au baron qu'il manque une Madame de Lassus pour l'y accueillir - et assurer sa descendance - et une chapelle.
La chapelle est ajoutée à l'aile Est entre 1902 et 1905 : elle est consacrée le 25 mars 1905 en la fête de l'Annonciation par Mgr Germain, archevêque de Toulouse; on peut y admirer de magnifiques marbres, vitraux, émaux et une statue du Christ de Louis-Ernest Barrias.

### Caractéristique
Le soubassement du château et de la chapelle est fait de pierres grises dures de calcaires de Lourdes et d'Arudy, au-dessus les pierres blanches proviennent de Vilhonneur et de Sireuil en Angoumois, les toitures sont principalement faites d'ardoises.
Une tour médiévale fut construite à plus de 41 mètres à l'est du château pour y abriter un calorifère à vapeur, la cave à charbon et un escalier en fer, la chaudière est placée à près de 6 mètres en dessous du sol, elle relie le sous-sol de la chapelle par un grand canal souterrain. Cette chaudière suffit à elle seule pour chauffer le château.

## Le parc et les jardins
Le parc est l'œuvre des frères Denis et Eugène Bühler (auteurs du parc de la Tête d'Or à Lyon et du parc Borély à Marseille). C'est un véritable arboretum de plus de 180 espèces avec des arbres maintenant centenaires dont huit tulipiers de Virginie, des cèdres du Liban, de l'Atlas ou de l'Himalaya, des cyprès chauves de Louisiane, des magnolia grandiflora, un tilleul pleureur ou des arbustes dont le citrus poncirus, le laurier du Portugal ; la plupart de ces sujets furent plantés à l'âge de vingt ans, d'où leur envergure actuelle.
En 1912, le fils du paysagiste Édouard André a inséré deux parterres "à la française" : l'un au Nord, l'autre au Sud du château, à partir duquel on découvre la vue sur la chaîne des Pyrénées au-delà de la vallée de la Neste et de Saint-Bertrand de Comminges.
Le parc et les jardins du château ont été classés « Jardin remarquable » par le ministère de la culture jusqu'en 2017.
Le parc est ouvert à la visite mais pas le château, meublé et habité, à l'exception de la chapelle et de certains bâtiments des communs qui forment comme un petit village : tour ronde à la façade ornée de "rusticages" en ciment de Portland abritant le puits, écurie, sellerie, petite maison, dite du photographe, édifiée pour loger ponctuellement l'opérateur qui accompagnait Bertrand de Lassus, fervent pyrénéiste, dans ses excursions montagnardes.

## Protections
Plusieurs protections sont en vigueur concernant le château de Valmirande, :
- Le château fait l’objet d’un classement au titre des monuments historiques depuis le 13 avril 1976.
- Le château et son parc sont inscrits au titre des monuments historiques depuis le 28 juin 1979.
- Le château, le parc et les dépendances font l’objet d’un classement au titre des monuments historiques depuis le 14 décembre 1992.

## Galerie de photos

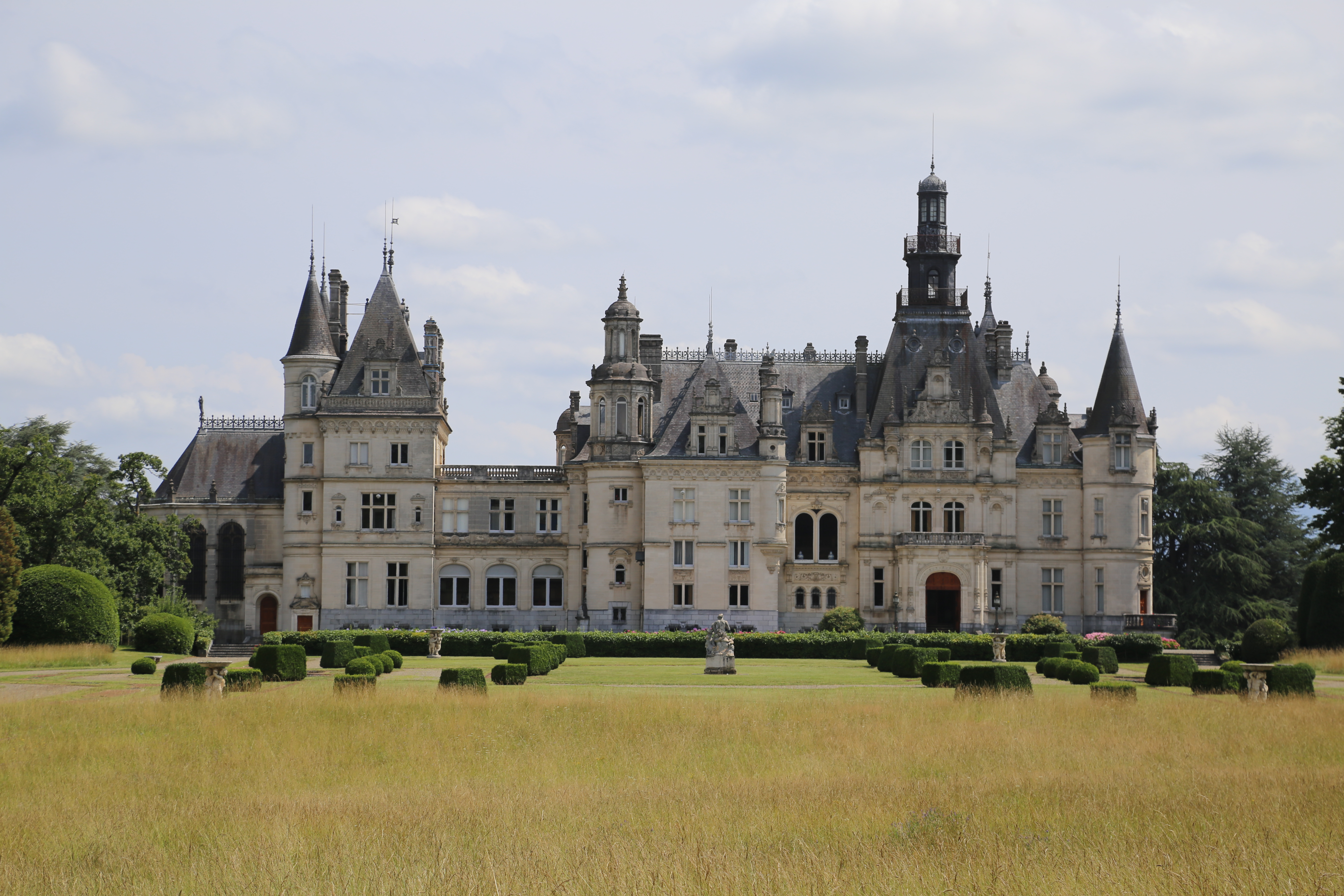
La façade nord.
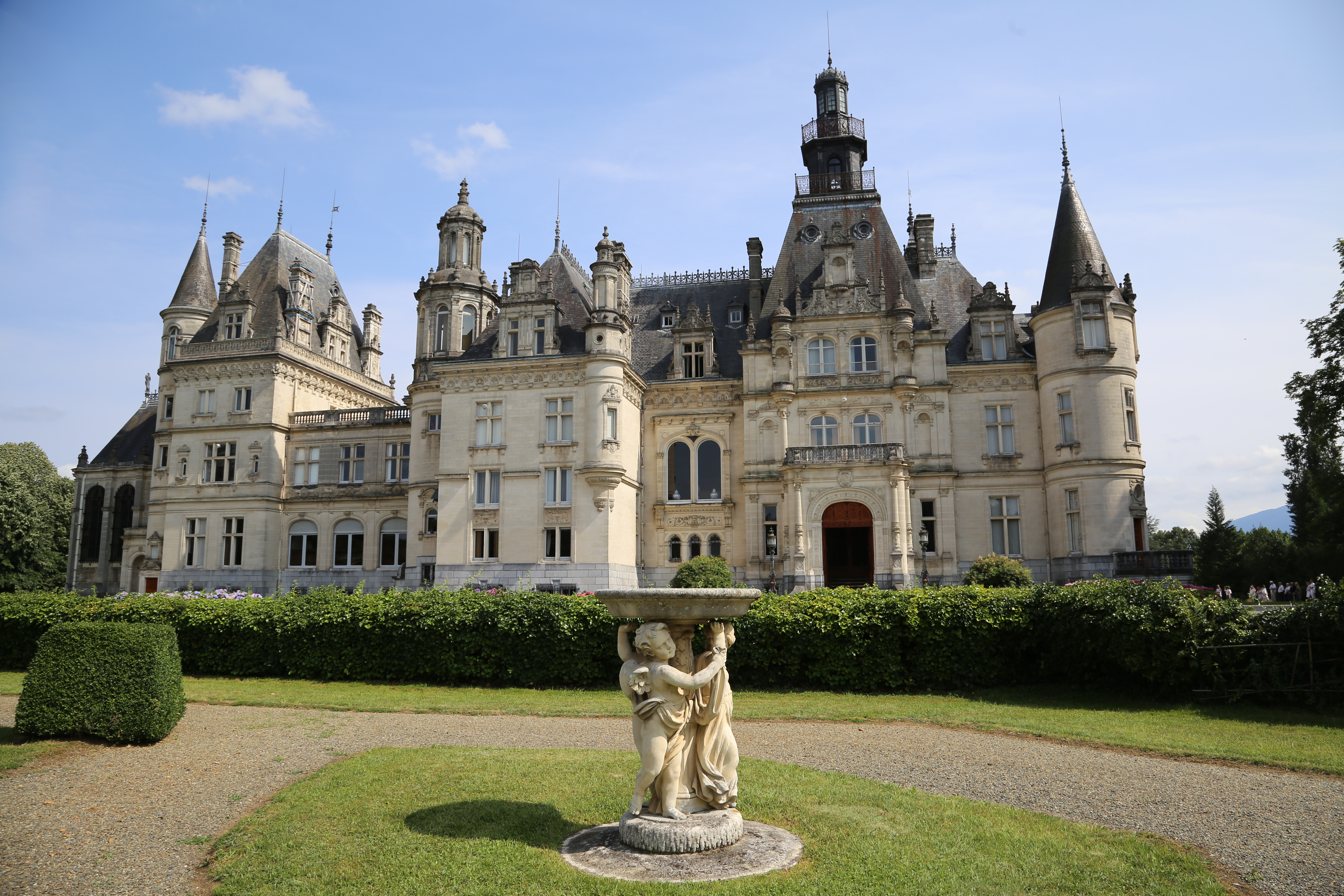
La façade nord.
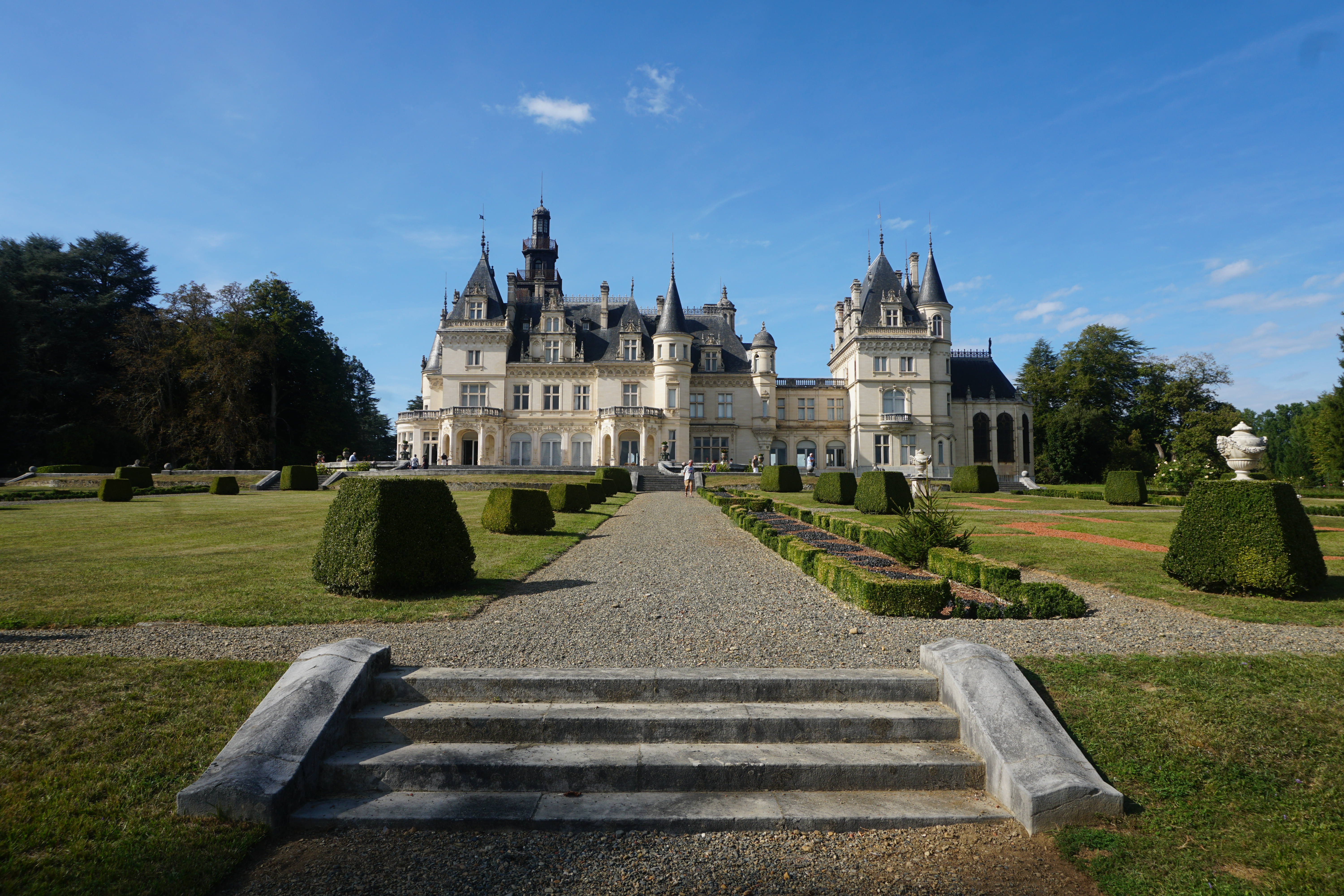
La façade sud.
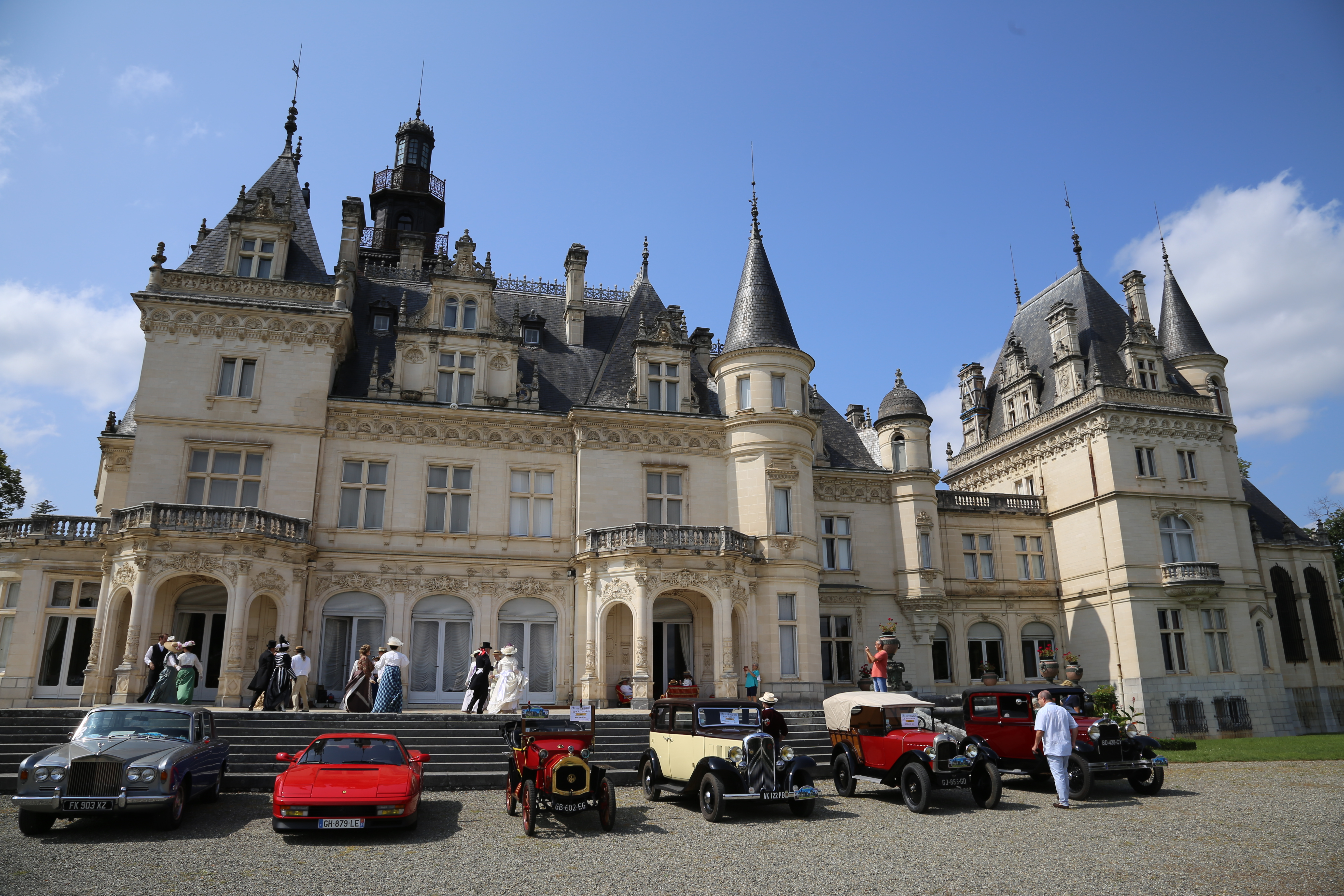
La façade sud.
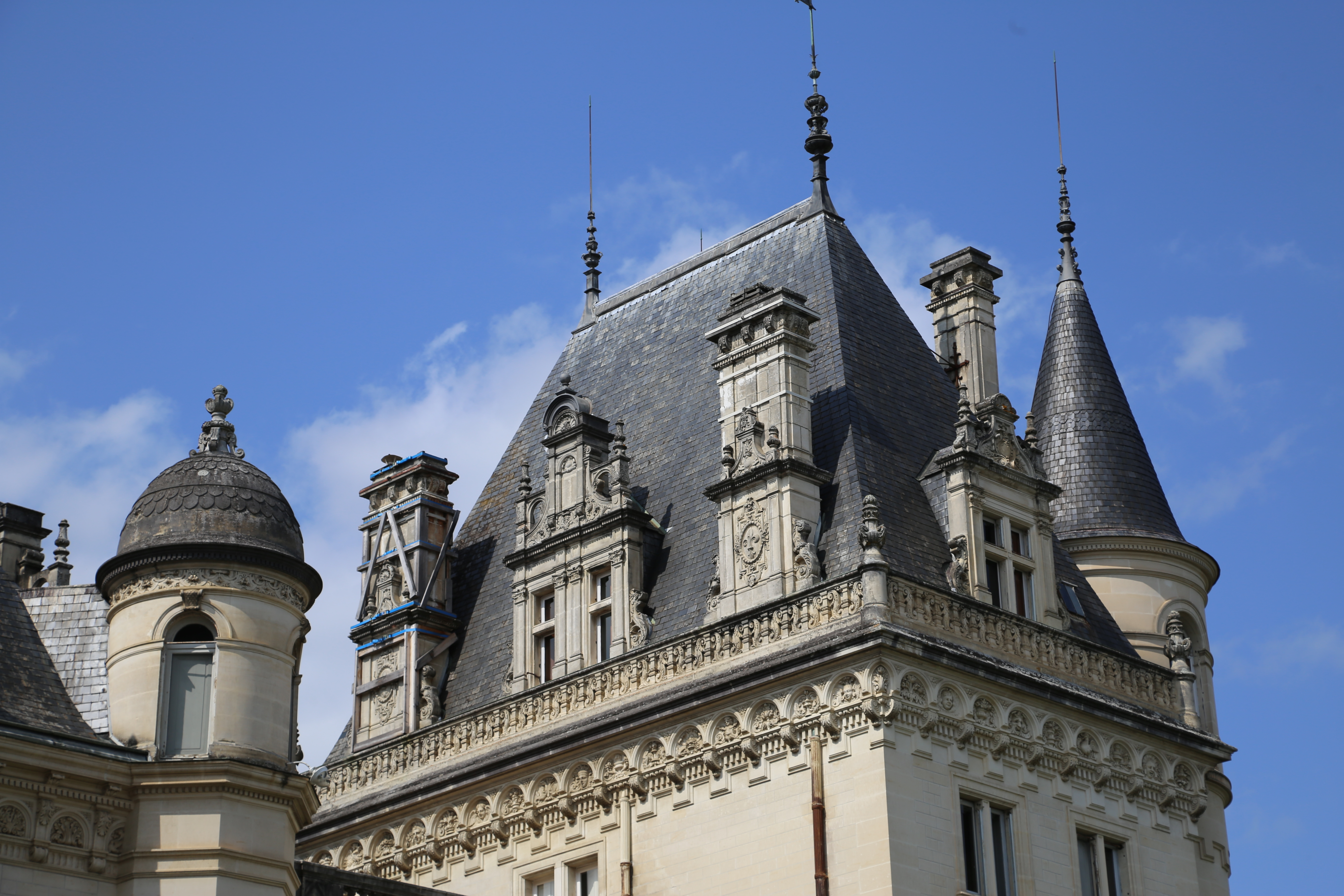
Détail architectural.
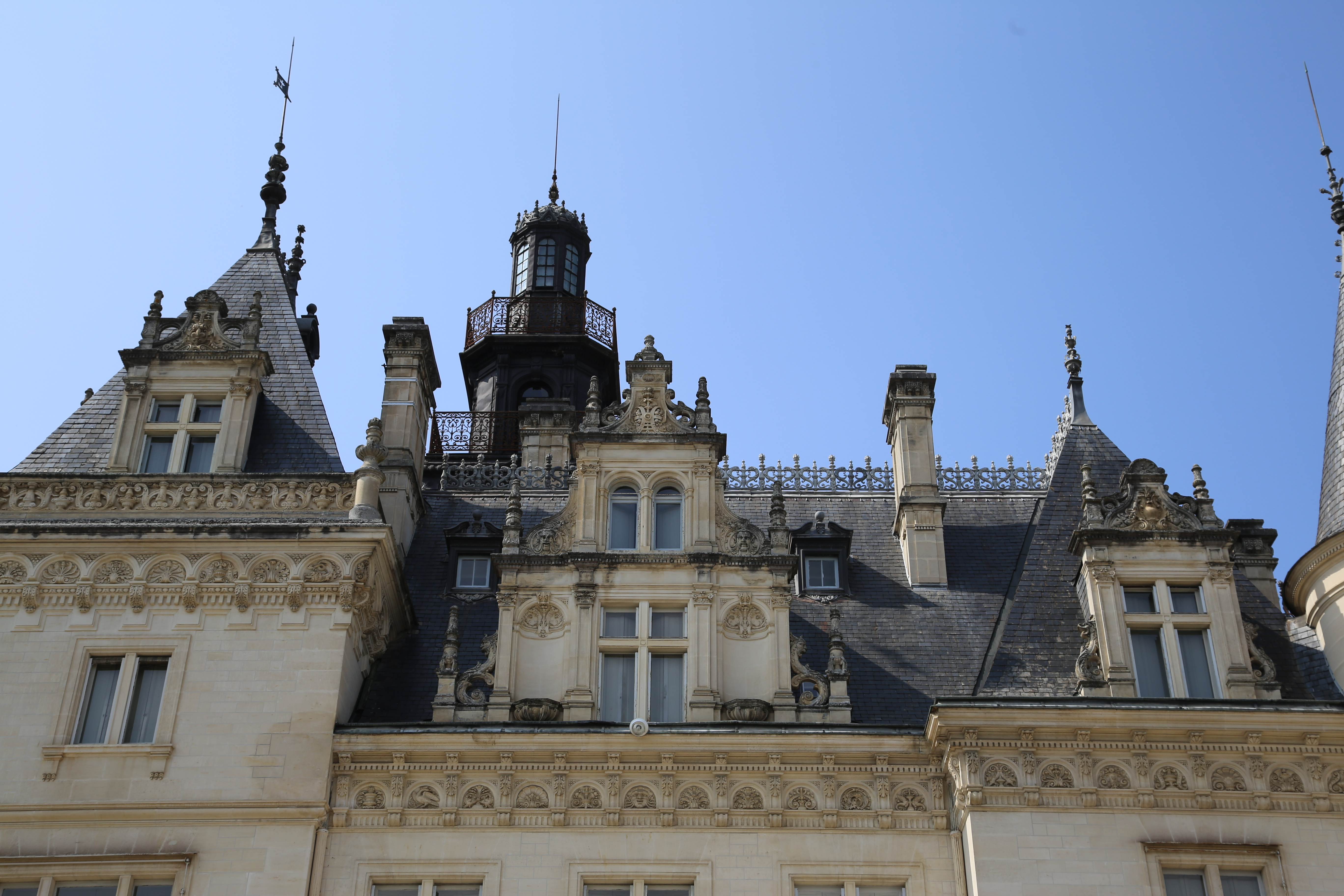
Détail architectural.
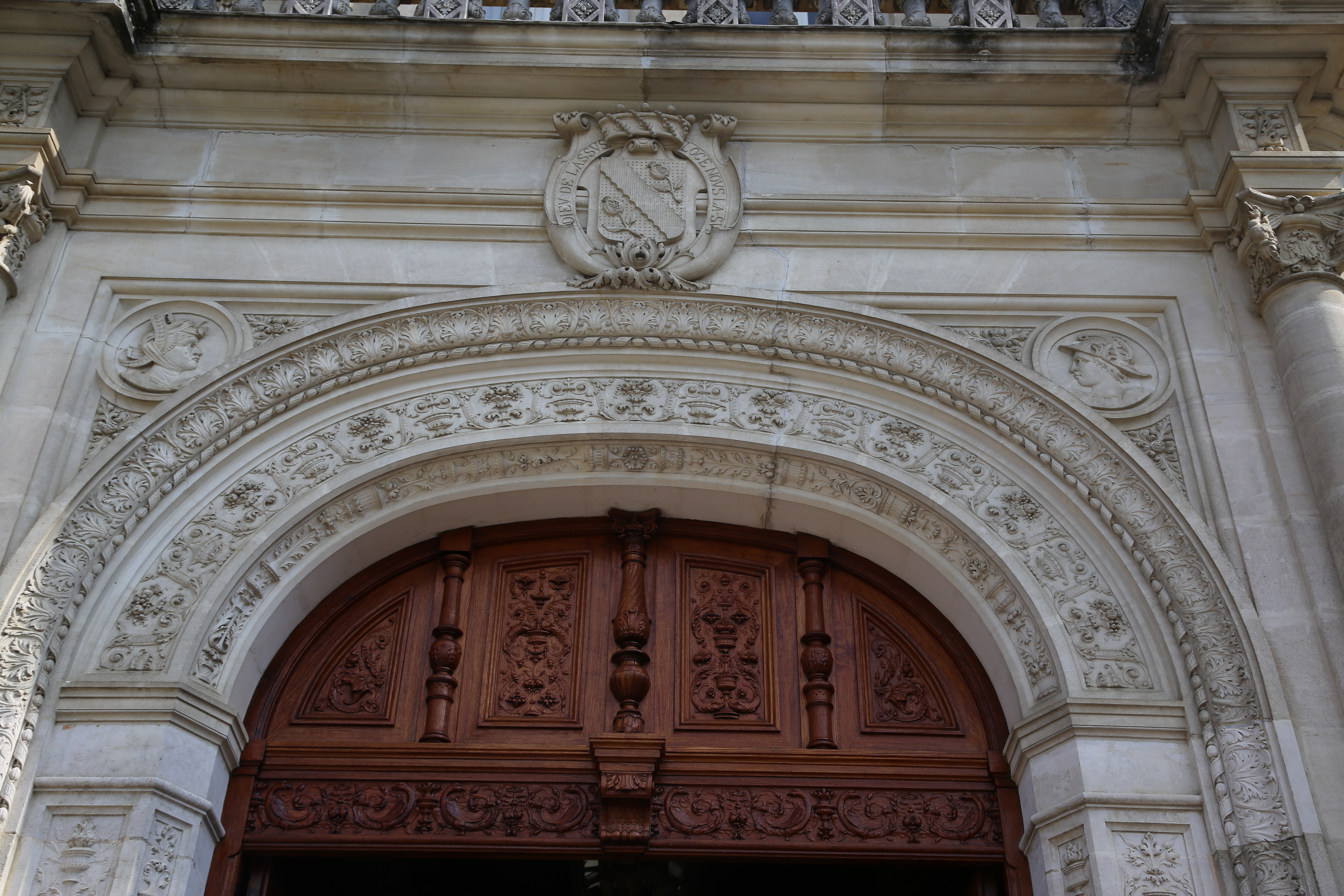
Détail architectural.
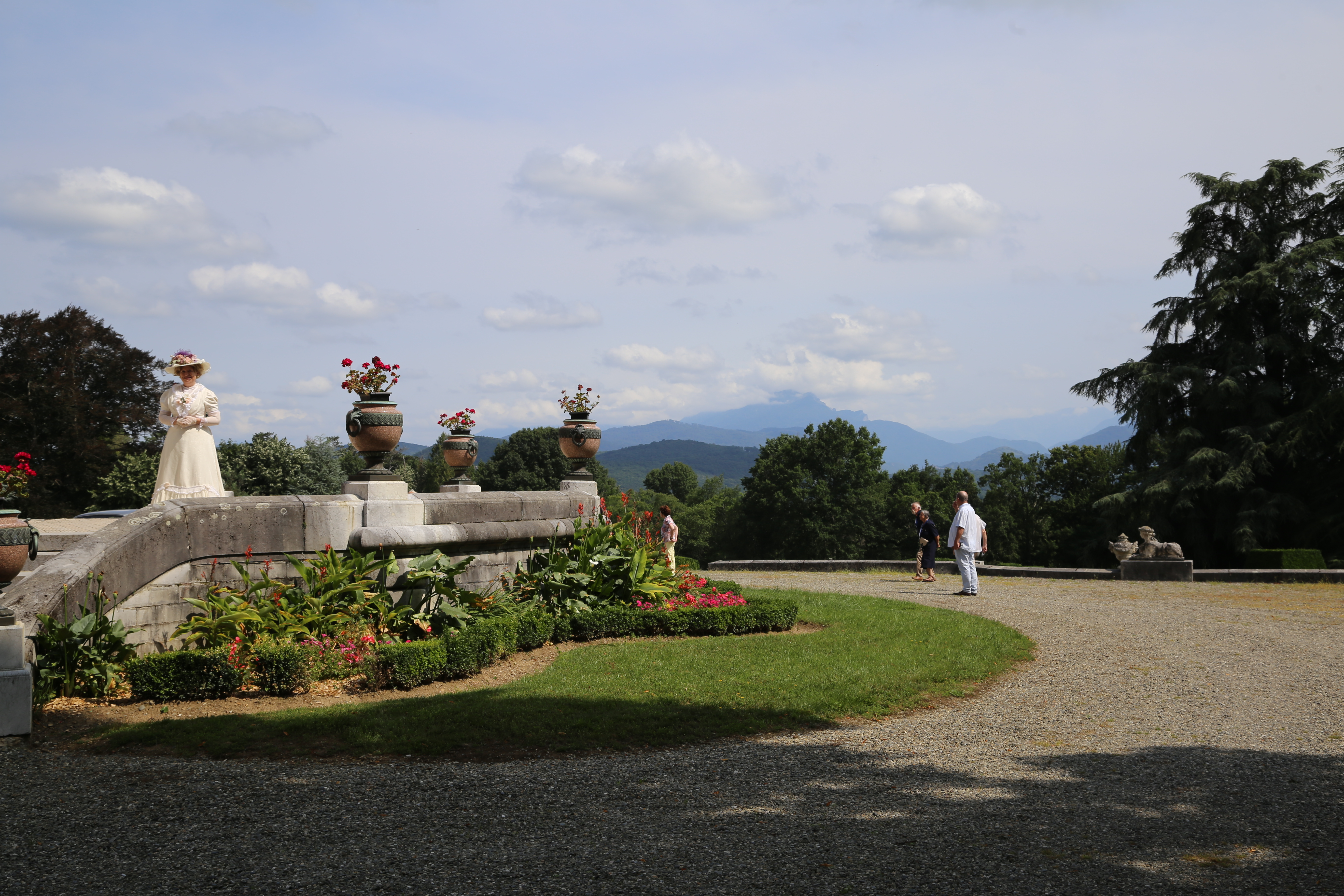
Vue sur les sommets vers le sud.
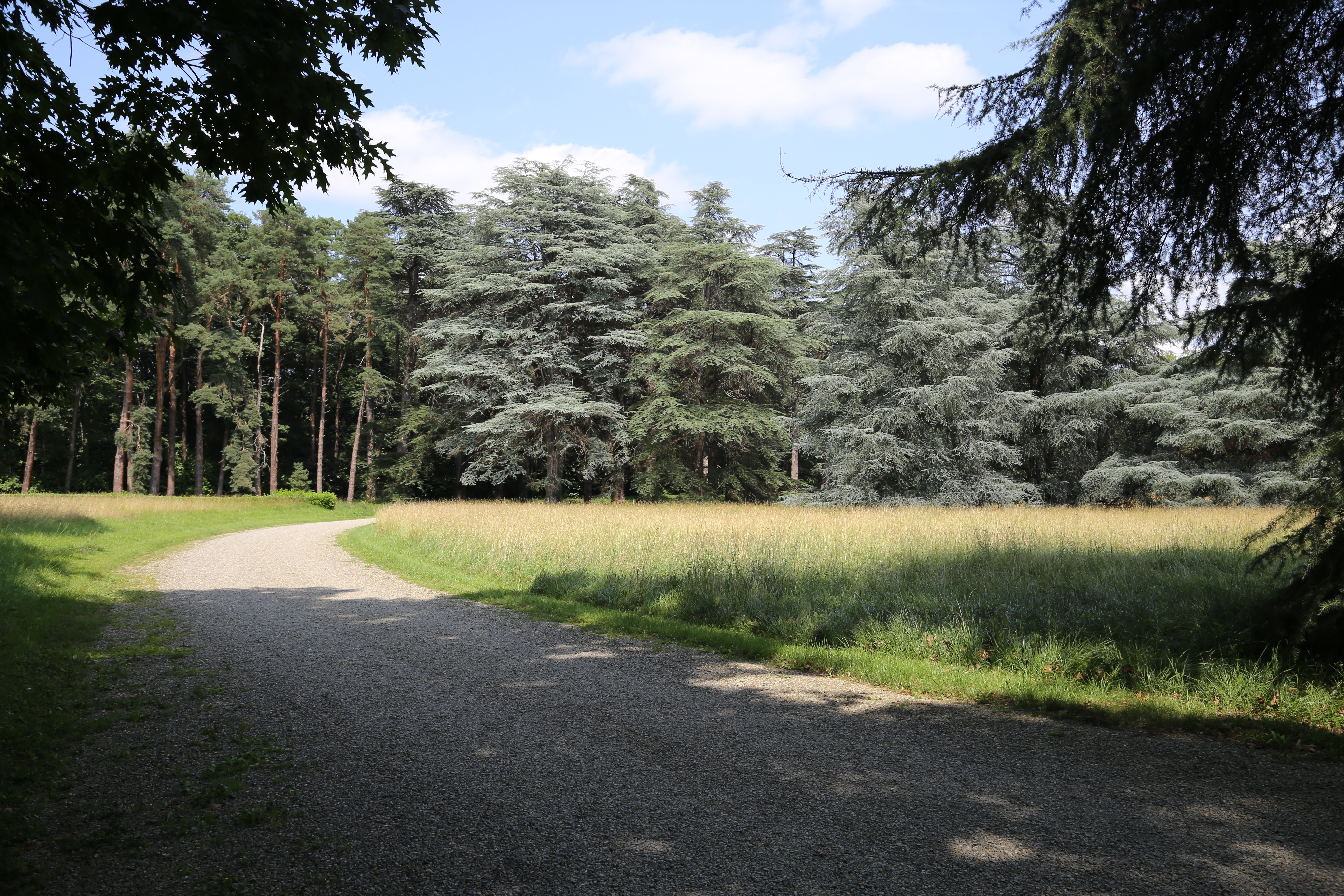
Le parc.
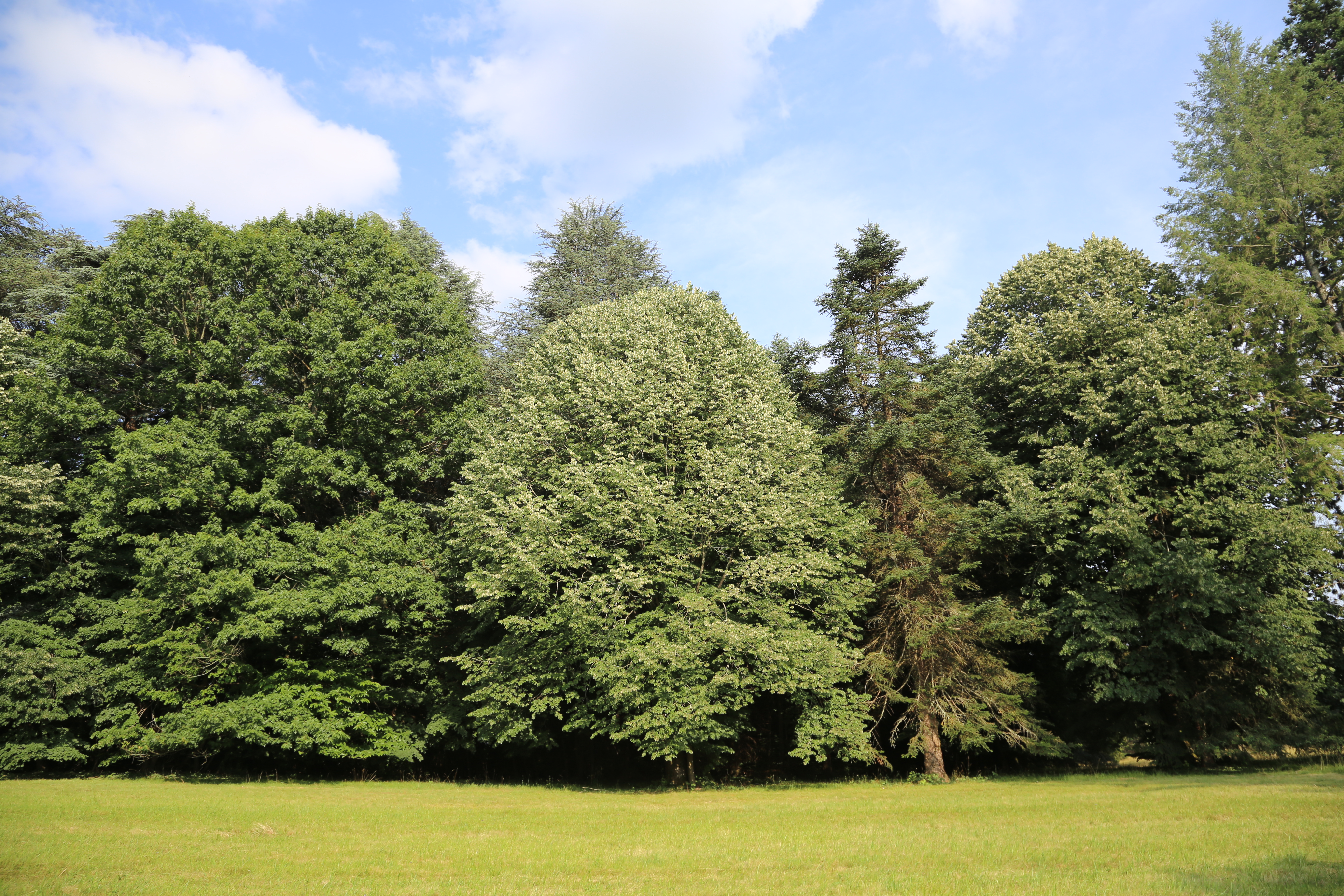
Le parc.
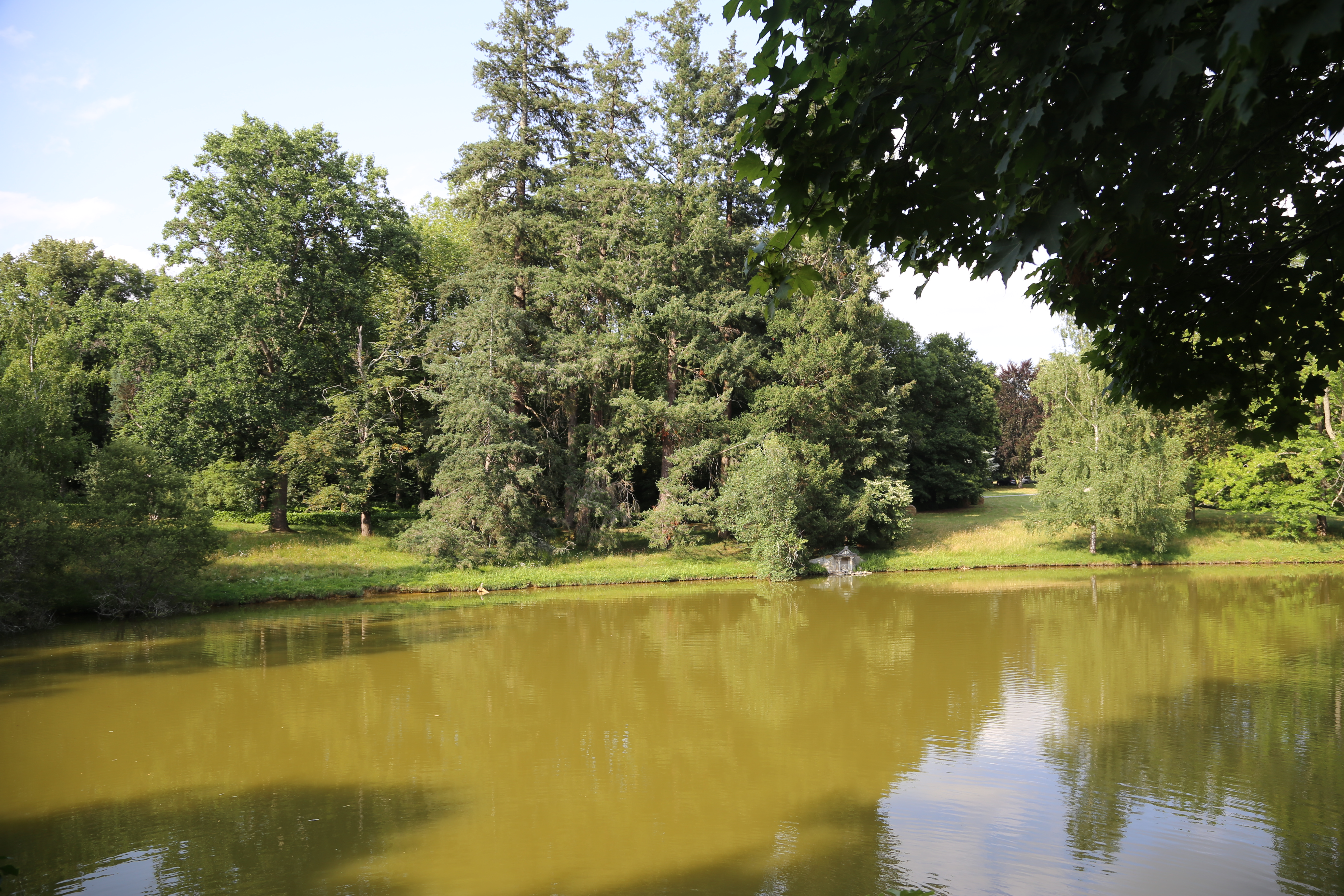
Le parc.
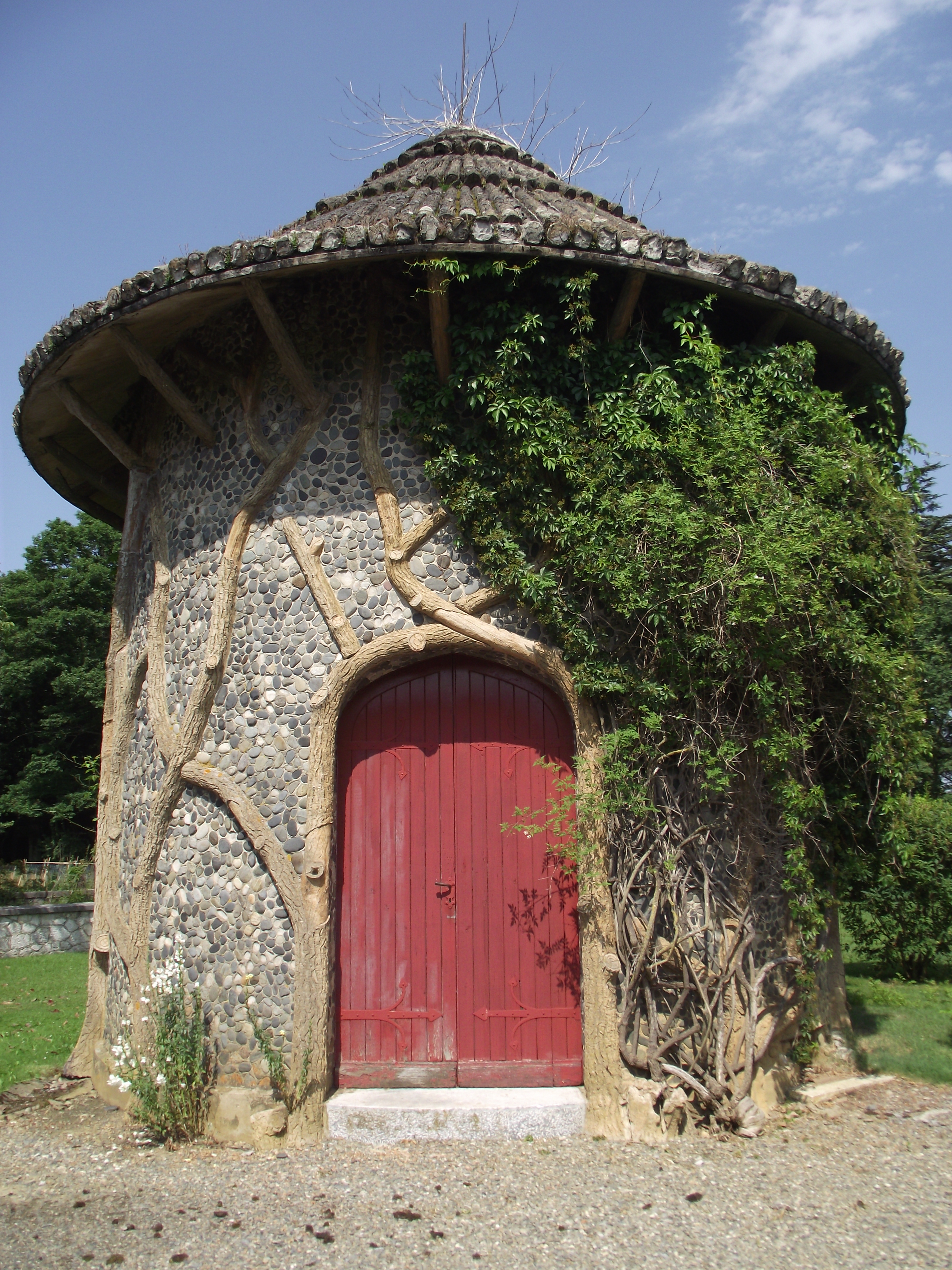
Le puits.
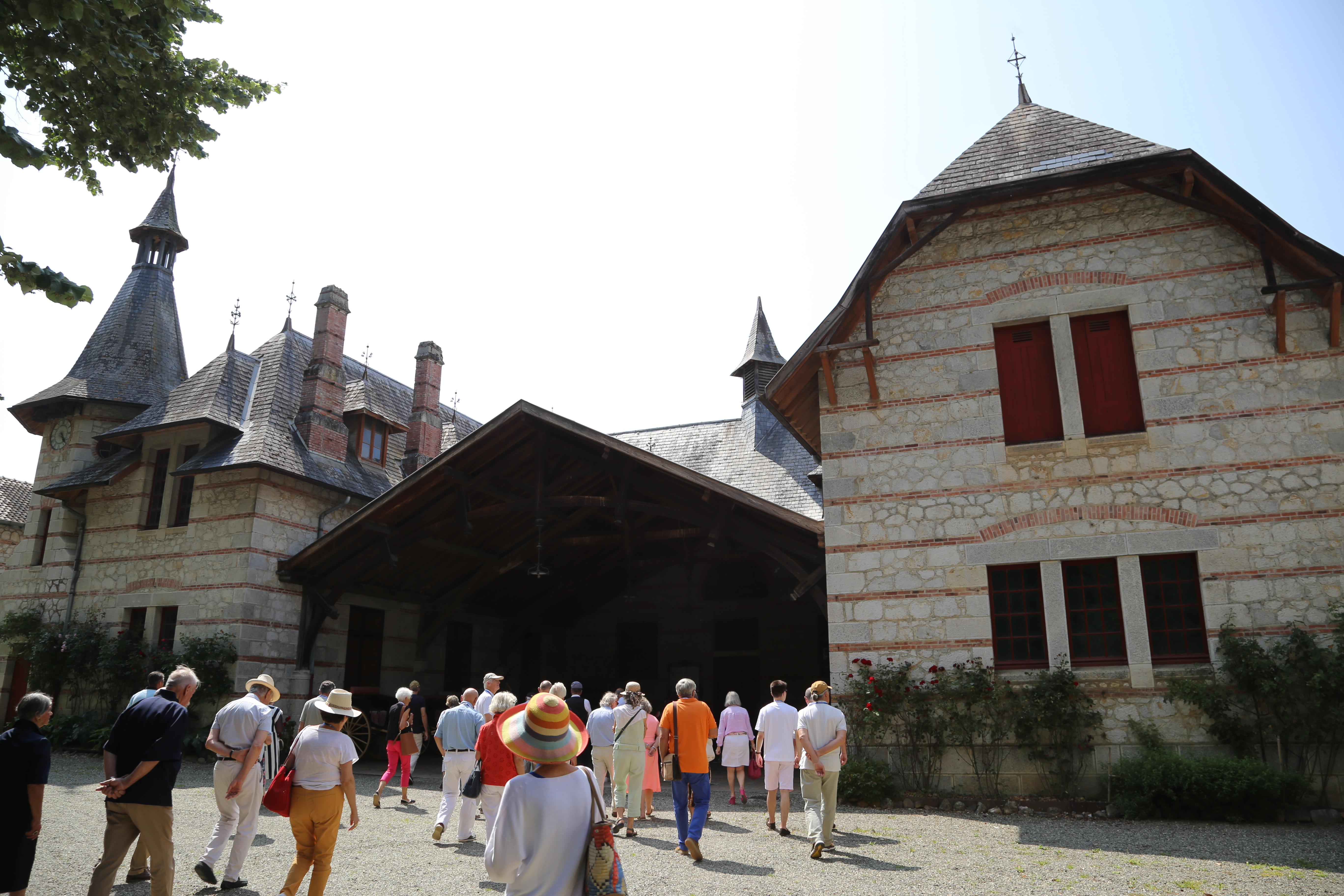
Les dépendances et les anciennes écuries.
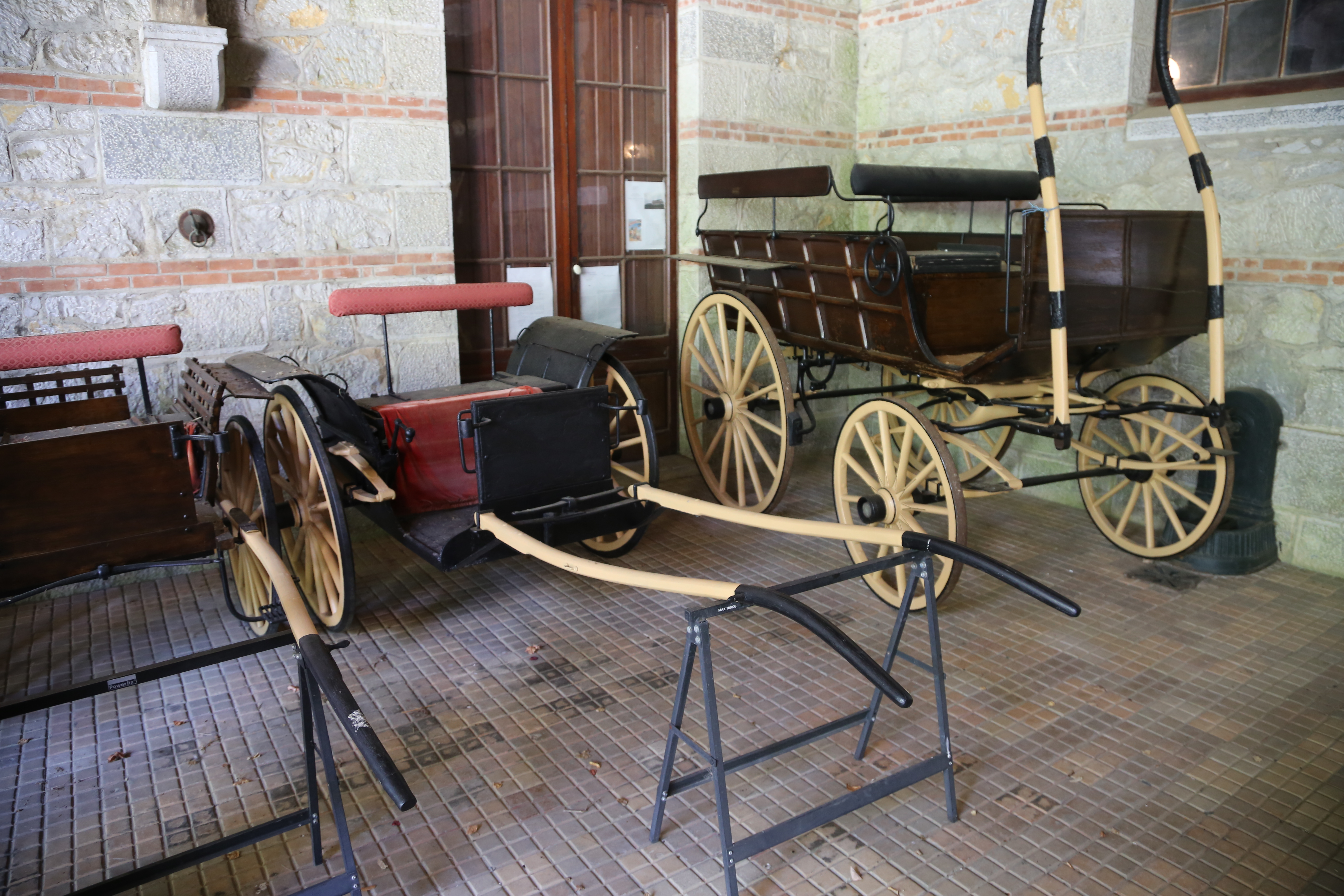
Les dépendances et les anciennes écuries.
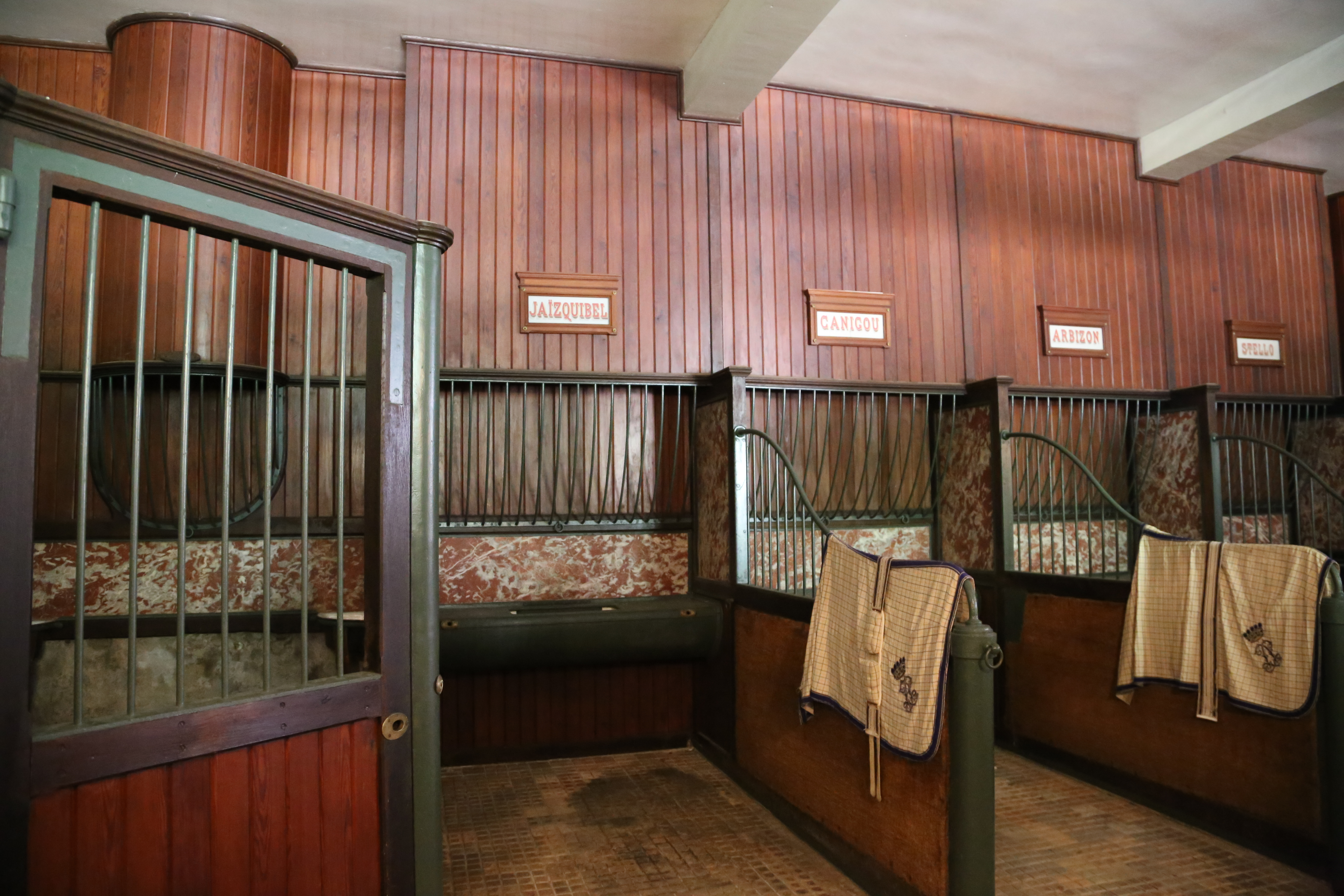
Les anciennes écuries.
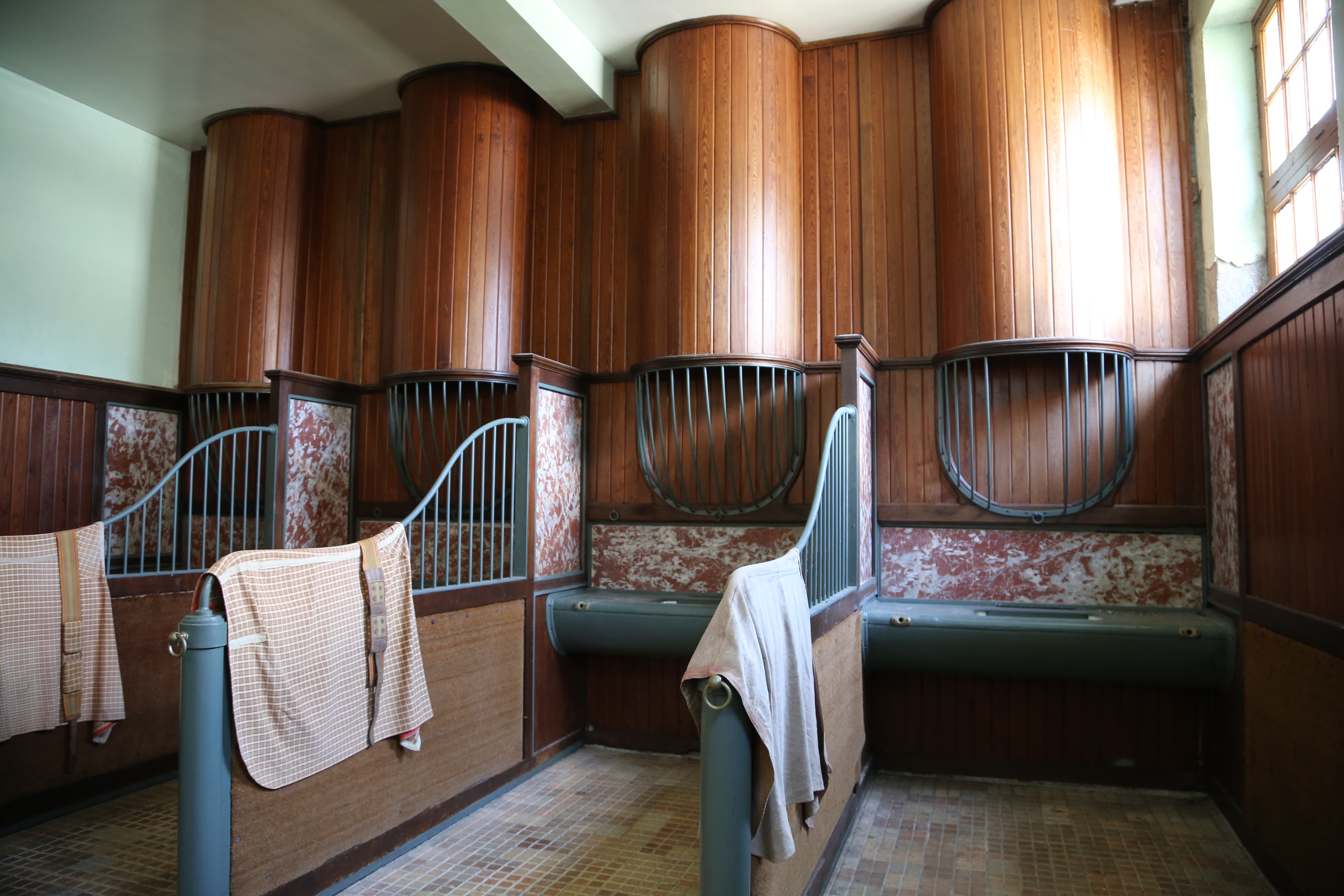
Les anciennes écuries.
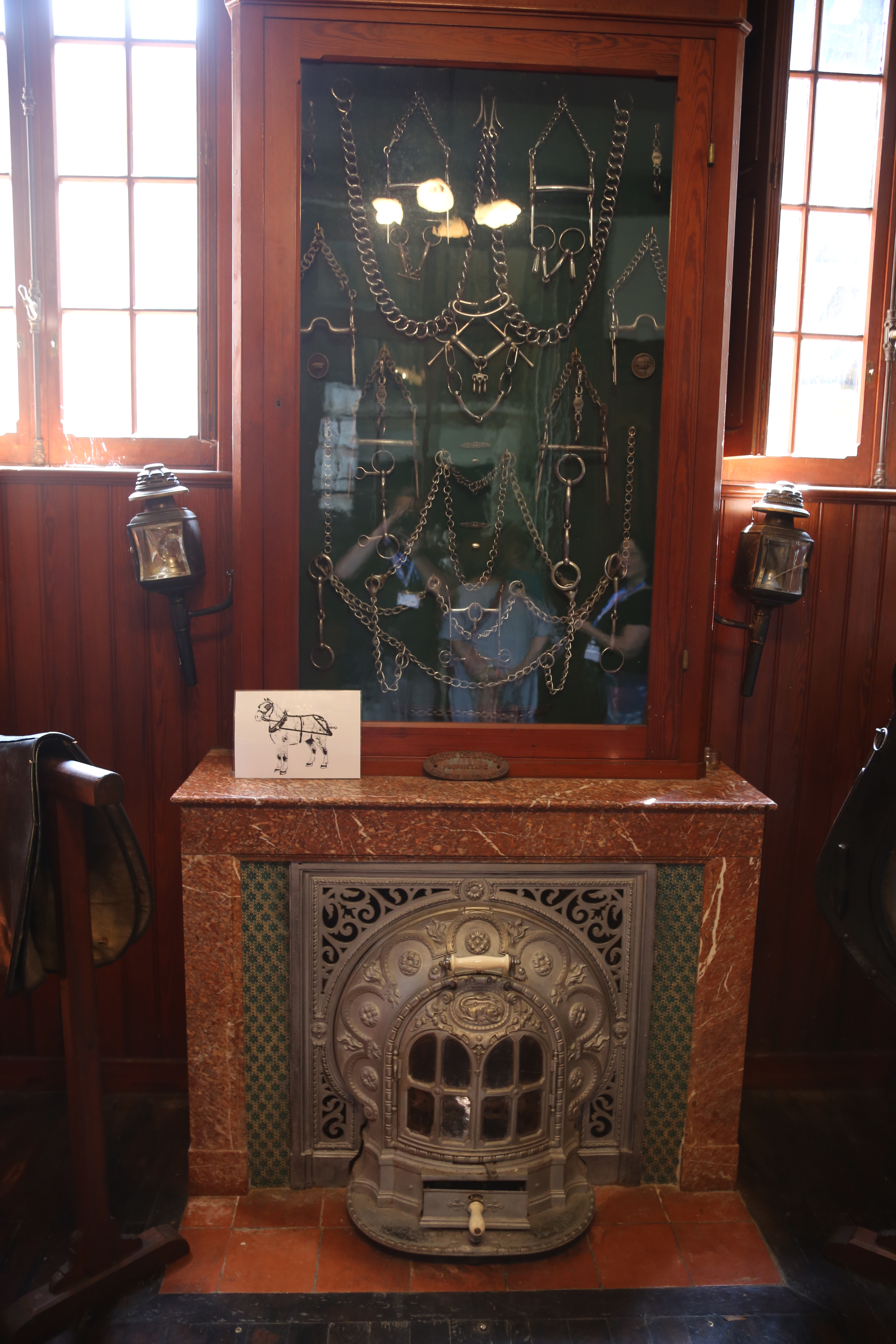
Les anciennes écuries.